# Orthobula
Genre
Orthobula est un genre d'araignées aranéomorphes de la famille des Trachelidae.

## Distribution
Les espèces de ce genre se rencontrent en Asie, en Afrique et en Amérique du Sud.

## Liste des espèces
Selon World Spider Catalog (version 25.5, 26/12/2024) :
- Orthobula aethiopica Haddad, Jin & Platnick, 2022
- Orthobula arca Haddad, Jin & Platnick, 2022
- Orthobula bilobata Deeleman-Reinhold, 2001
- Orthobula calceata Simon, 1897
- Orthobula charitonovi (Mikhailov, 1986)
- Orthobula chayuensis Yang, Song & Zhu, 2003
- Orthobula crucifera Bösenberg & Strand, 1906
- Orthobula impressa Simon, 1897
- Orthobula jiangxi Liu, 2022
- Orthobula marusiki Haddad, Jin & Platnick, 2022
- Orthobula mikhailovi Marusik, 2021
- Orthobula milloti Caporiacco, 1949
- Orthobula nigra He & Jin, 2024
- Orthobula puncta Yang, Song & Zhu, 2003
- Orthobula pura Deeleman-Reinhold, 2001
- Orthobula qinghaiensis Hu, 2001
- Orthobula quadrinotata Deeleman-Reinhold, 2001
- Orthobula radiata Simon, 1897
- Orthobula sicca Simon, 1903
- Orthobula spiniformis Tso, Zhu, J. X. Zhang & F. Zhang, 2005
- Orthobula sudamericana Piñanez & Munévar, 2022
- Orthobula tibenensis Hu, 2001
- Orthobula trinotata Simon, 1896
- Orthobula yaginumai Platnick, 1977
- Orthobula zhangmuensis Hu & Li, 1987

## Systématique et taxinomie
Ce genre a été décrit par Simon en 1897 dans les Clubionidae. Il est placé dans les Corinnidae par Bosselaers et Jocqué en 2002, dans les Phrurolithidae par Ramírez en 2014 puis dans les Trachelidae par Wheeler et al. en 2017.

## Publication originale
- Simon, 1897 : Histoire naturelle des araignées. Paris, vol. 2, p. 1-192 (texte intégral).